# James Cerretani
 (décembre 2023).
Si vous disposez d'ouvrages ou d'articles de référence ou si vous connaissez des sites web de qualité traitant du thème abordé ici, merci de compléter l'article en donnant les références utiles à sa vérifiabilité et en les liant à la section « Notes et références ».
James Cerretani, né le 2 octobre 1981 à Reading, est un joueur de tennis professionnel américain, professionnel depuis 2005.

## Carrière
Il a surtout joué en double, remportant 4 titres sur le circuit ATP et jouant trois autres finales. Son meilleur classement est une 45e place mondiale en 2008.
Il a remporté 20 tournois Challenger en double :
- 2007 : Orléans
- 2008 : Wrocław
- 2009 : Cordenons
- 2010 : Biella et Banja Luka
- 2011 : Quimper et Saint-Marin
- 2012 : Guadalajara, Eckental et Loughborough
- 2013 : São Paulo
- 2015 : Le Gosier
- 2016 : Drummondville, Le Gosier, Marbourg, Brunswick et Cortina d'Ampezzo
- 2017 : Caltanissetta et Vancouver
- 2018 : Bangkok II

## Palmarès

### Titres en double messieurs
| No | Date       | Nom et lieu du tournoi      | Catégorie   | Dotation  | Surface      | Partenaire     | Finalistes                      | Score              |          |
| -- | ---------- | --------------------------- | ----------- | --------- | ------------ | -------------- | ------------------------------- | ------------------ | -------- |
| 1  | 14-07-2008 | Austrian Open Kitzbühel     | Series Gold | 550 000 € | Terre (ext.) | Victor Hănescu | Lucas Arnold Ker Olivier Rochus | 6-3, 7-5           | Parcours |
| 2  | 02-02-2009 | SA Tennis Open Johannesburg | ATP 250     | 442 500 $ | Dur (ext.)   | Dick Norman    | Rik De Voest Ashley Fisher      | 67-7, 6-2, [14-12] | Parcours |
| 3  | 31-01-2011 | SA Tennis Open Johannesburg | ATP 250     | 442 500 $ | Dur (ext.)   | Adil Shamasdin | Scott Lipsky Rajeev Ram         | 6-3, 3-6, [10-7]   | Parcours |
| 4  | 06-02-2017 | Ecuador Open Quito          | ATP 250     | 482 060 $ | Terre (ext.) | Philipp Oswald | Julio Peralta Horacio Zeballos  | 6-3, 2-1 ab.       | Parcours |

### Finales en double messieurs
| No | Date       | Nom et lieu du tournoi                     | Catégorie   | Dotation    | Surface      | Vainqueurs                       | Partenaire   | Score     |          |
| -- | ---------- | ------------------------------------------ | ----------- | ----------- | ------------ | -------------------------------- | ------------ | --------- | -------- |
| 1  | 19-05-2008 | Grand-Prix Hassan II Casablanca            | Int' Series | 349 000 €   | Terre (ext.) | Albert Montañés Santiago Ventura | Todd Perry   | 6-1, 6-2  | Parcours |
| 2  | 26-02-2018 | Dubai Duty Free Tennis Championships Dubaï | ATP 500     | 2 623 485 $ | Dur (ext.)   | Jean-Julien Rojer Horia Tecău    | Leander Paes | 6-2, 7-62 | Parcours |
| 3  | 19-08-2018 | Winston-Salem Open Winston-Salem           | ATP 250     | 691 415 $   | Dur (ext.)   | Jean-Julien Rojer Horia Tecău    | Leander Paes | 6-4, 6-2  | Parcours |

## Parcours dans les tournois duGrand Chelem

### En simple
N'a jamais participé à un tableau final.

### En double
| Année | Open d'Australie                                                                         | Open d'Australie                                                                        | Internationaux de France                                                                | Internationaux de France                                                                   | Wimbledon                                                                           | Wimbledon                                                                          | US Open | US Open |
| ----- | ---------------------------------------------------------------------------------------- | --------------------------------------------------------------------------------------- | --------------------------------------------------------------------------------------- | ------------------------------------------------------------------------------------------ | ----------------------------------------------------------------------------------- | ---------------------------------------------------------------------------------- | ------- | ------- |
| 2008  | —                                                                                        | —                                                                                       | —                                                                                       | —                                                                                          | 2e tour (1/16) V. Hănescu \|\| style="text-align:left;" \| Max Mirnyi Jamie Murray  | 1er tour (1/32) V. Hănescu \|\| style="text-align:left;" \| L. Arnold Ker G. Cañas |         |         |
| 2009  | 1er tour (1/32) P. Starace \|\| style="text-align:left;" \| F. López F. Verdasco         | 2e tour (1/16) S. Stakhovsky \|\| style="text-align:left;" \| Lukáš Dlouhý Leander Paes | 2e tour (1/16) V. Hănescu \|\| style="text-align:left;" \| Martin Damm R. Lindstedt     | 1er tour (1/32) Lovro Zovko \|\| style="text-align:left;" \| M. Bhupathi M. Knowles        |                                                                                     |                                                                                    |         |         |
| 2010  | 1er tour (1/32) T. Rettenmaier \|\| style="text-align:left;" \| P. Amritraj S. Devvarman | 1er tour (1/32) A. Shamasdin \|\| style="text-align:left;" \| G. Monfils J. Ouanna      | 1er tour (1/32) J. Chardy \|\| style="text-align:left;" \| Lu Yen-hsun J. Tipsarević    | —                                                                                          | —                                                                                   |                                                                                    |         |         |
| 2011  | —                                                                                        | —                                                                                       | 1er tour (1/32) A. Shamasdin \|\| style="text-align:left;" \| R. Lindstedt Horia Tecău  | 1/4 de finale P. Marx \|\| style="text-align:left;" \| M. Llodra N. Zimonjić               | 2e tour (1/16) P. Marx \|\| style="text-align:left;" \| R. Bopanna A.-U.-H. Qureshi |                                                                                    |         |         |
| 2012  | 1er tour (1/32) D. Norman \|\| style="text-align:left;" \| C. Berlocq L. Mayer           | 2e tour (1/16) V. Hănescu \|\| style="text-align:left;" \| J. S. Cabal Robert Farah     | 1/4 de finale É. Roger-Vasselin \|\| style="text-align:left;" \| J. Marray F. Nielsen   | 1er tour (1/32) J. Brunström \|\| style="text-align:left;" \| J. Delgado Ken Skupski       |                                                                                     |                                                                                    |         |         |
| 2013  | 1er tour (1/32) C. Berlocq \|\| style="text-align:left;" \| T. Bellucci B. Paire         | 1er tour (1/32) Lukáš Lacko \|\| style="text-align:left;" \| A. Peya Bruno Soares       | —                                                                                       | —                                                                                          | —                                                                                   | —                                                                                  |         |         |
| 2017  | 1er tour (1/32) P. Oswald \|\| style="text-align:left;" \| N. Monroe Artem Sitak         | 1er tour (1/32) D. Medvedev \|\| style="text-align:left;" \| J. S. Cabal Robert Farah   | 1er tour (1/32) M. Elgin \|\| style="text-align:left;" \| Julio Peralta H. Zeballos     | 1er tour (1/32) M. Polmans \|\| style="text-align:left;" \| Julio Peralta H. Zeballos      |                                                                                     |                                                                                    |         |         |
| 2018  | 1er tour (1/32) Ken Skupski \|\| style="text-align:left;" \| L. Mayer João Sousa         | 1/8 de finale M. Arévalo \|\| style="text-align:left;" \| Oliver Marach Mate Pavić      | 1er tour (1/32) R. Arneodo \|\| style="text-align:left;" \| Kevin Krawietz Andreas Mies | 1er tour (1/32) Leander Paes \|\| style="text-align:left;" \| Jérémy Chardy Fabrice Martin |                                                                                     |                                                                                    |         |         |
| 2019  | 2e tour (1/16) M. Arévalo \|\| style="text-align:left;" \| Blake Ellis Alexei Popyrin    | —                                                                                       | —                                                                                       | —                                                                                          | —                                                                                   | —                                                                                  | —       |         |

N.B. : le nom du partenaire se trouve sous le résultat ; le nom des ultimes adversaires se trouve à droite.

### En double mixte
| Année | Open d'Australie | Open d'Australie | Internationaux de France | Internationaux de France | Wimbledon                                                                           | Wimbledon                                                                                | US Open                                                                                  | US Open |
| ----- | ---------------- | ---------------- | ------------------------ | ------------------------ | ----------------------------------------------------------------------------------- | ---------------------------------------------------------------------------------------- | ---------------------------------------------------------------------------------------- | ------- |
| 2009  | —                | —                | —                        | —                        | 2e tour (1/16) Sybille Bammer                                                       | A.-L. Grönefeld Mark Knowles                                                             | —                                                                                        | —       |
| 2012  | —                | —                | —                        | —                        | 2e tour (1/16) Petra Martić                                                         | Tamira Paszek Julian Knowle                                                              | —                                                                                        | —       |
| 2013  | —                | —                | —                        | —                        | 1er tour (1/32) Mona Barthel                                                        | Katalin Marosi Johan Brunström                                                           | —                                                                                        | —       |
| 2017  | —                | —                | —                        | —                        | 1er tour (1/32) Renata Voráčová                                                     | Eri Hozumi Purav Raja                                                                    | —                                                                                        | —       |
| 2018  | —                | —                | —                        | —                        | 2e tour (1/16) R. Voráčová \|\| style="text-align:left;" \| Demi Schuurs J-J. Rojer | 1er tour (1/16) K. Christian \|\| style="text-align:left;" \| Abigail Spears J.-S. Cabal |                                                                                          |         |
| 2019  | —                | —                | —                        | —                        | —                                                                                   | —                                                                                        | 1er tour (1/16) K. Christian \|\| style="text-align:left;" \| Samantha Stosur Rajeev Ram |         |

N.B. : le nom de la partenaire se trouve sous le résultat ; le nom des ultimes adversaires se trouve à droite.

## Classement ATP en fin de saison
| Année          | 2005 | 2006 | 2007 | 2008 | 2009 | 2010 | 2011 | 2012 | 2013 | 2014 | 2015 | 2016 | 2017 | 2018 | 2019 | 2020 |
| Rang en double | 1056 | 399  | 127  | 59   | 64   | 89   | 48   | 73   | 113  | 129  | 135  | 73   | 89   | 62   | 123  | 164  |

Source : (en) Classements de James Cerretani sur le site officiel de la Fédération internationale de tennis